# Milivojevci
Milivojevci is een plaats in de gemeente Velika in de Kroatische provincie Požega-Slavonië. De plaats telt 10 inwoners (2001).